# Tagebau Greifenhain
Der Tagebau Greifenhain war ein Braunkohlentagebau im Lausitzer Braunkohlerevier im heutigen Süd-Brandenburg, der von 1936 bis 1994 existierte. Er wurde nach dem Ortsteil Greifenhain der Stadt Drebkau benannt.
Im Tagebau Greifenhain ist die Kohle aus dem wichtigsten Flöz der Lausitz (2. Flözhorizont) gewonnen worden. Diese Grube ist der erste Tagebau nördlich des Lausitzer Grenzwalls.
1936/1937 erfolgte die Aufschlussbaggerung für den Tagebau Greifenhain. Am 28. Juni 1994 wurde der Betrieb des Tagebaus Greifenhain eingestellt. An diesem Tag fuhr der letzte Kohlezug aus dem Tagebau.

## Eckdaten
Die geförderte Rohkohle des Tagebaus hatte einen Heizwert von 9.000 kJ/kg, einen Aschegehalt von 3,3 %, einen Schwefelgehalt von 0,4 % und ein Wassergehalt von 55,5 %.
70 % der geförderten Kohle wurde in den Großkraftwerken Vetschau und Lübbenau verstromt. Der restliche geförderte Brennstoff wurde in den Brikettfabriken der Region veredelt.
Der Tagebau Greifenhain hatte eine Fläche von ca. 50 km². Nur 22 km² wurden davon ausgekohlt. Durch die vorzeitige Stilllegung des Tagebaus Greifenhain wurden ca. 30 % (ca. 290 Mio. t) des Braunkohlevorkommens in dieser Lagerstätte nicht gefördert.
Der Tagebau Greifenhain nahm ca. 3.190 ha Land in Anspruch. Insgesamt wurden 1.415,6 Mio. m³ Abraum bewegt, um 298,5 Mio. t Rohkohle zu fördern. Dabei kam es zur vollständigen Inanspruchnahme der Ortschaften: Buchholz, Nebendorf, Neudorf, Groß Jauer und Klein Jauer.  Der im Juni 1992 durch den Braunkohlenausschuss beschlossene, im Juni 1994 festgestellte und im September 1994 von der Landesregierung als rechtsverbindlich erklärte Sanierungsplan zum Tagebau Greifenhain schaffte die rechtlichen Voraussetzungen für das Entstehen des Altdöberner See. Pritzen stand kurz vor der Überbaggerung, als der Tagebau Greifenhain vorzeitig stillgelegt wurde. Nur vier Einwohner lebten 1994 noch in Pritzen. Alle anderen waren bereits umgesiedelt. Die kulturhistorisch wertvolle Kirche wurde gerettet und in unmittelbarer Nähe des Spremberger Waldfriedhofs wieder errichtet. Ortschaften wie Göritz, Reddern, Altdöbern und Laasow wurden nicht überbaggert und nur wenige Menschen sind von hier weggezogen.

## Lage

### Naturräumliche Einordnung
Das Hauptende des Moränenzuges – der sogenannte Lausitzer Grenzwall – (aus der Zeit der Saalevereisung) steigt bis zu 180 m ü. NHN an. Nördlich des Lausitzer Grenzwalls liegt zwischen Drebkau und Luckau das Luckau-Calauer-Becken. Dieses Becken entspricht einem Mosaik aus glazialen Hochflächen und weichselglazialen Ausräumungsbecken.
Das Luckau-Calauer-Becken entwässert nach Norden zur Spree. Es ist Teil des Lausitzer Becken- und Heidelandes mit einer Höhenlage zwischen 60 und 100 Meter über dem Meeresspiegel.
Der Boden besteht aus eiszeitlichen Sanden und Kiesen. Lokal treten sandige Tertiärdurchragungen auf und die Sedimente werden von holozänen Bach- und Flussauen durchzogen. Die natürlichen Wälder sind vor allem von Bacherlen, Eschen-, Stieleichen- und Buchenwäldern geprägt. Auf wasserfernen Standorten finden sich vor allem Kiefern-Eichenwälder.
Der größere, nördliche Bereich des Tagebaus Greifenhain lag im Luckau-Calauer-Becken. Der südliche Tagebaubereich war Teil der Hochfläche des Lausitzer Grenzwalles. Das Landschaftsgefüge entstand während des Abschmelzens des Inlandeises und dem jüngeren Abschnitt der Saale-Endmoräne. Geologisch bildet dieser Landschaftskomplex ein Staubecken, das sogenannte Altdöberner Becken. Südlich des Lausitzer Grenzwalles schließen sich Sanderflächen an. Der Lausitzer Grenzwall ist die Wasserscheide zwischen der Spree im Norden und der Schwarzen Elster im Süden. Im Gebirgsaufbau des Grenzwalls sind 3 bis 5 Grundwasserleiter vorhanden. Mit dem Lausitzer Grenzwall ist ein Grundwasserabsenkungstrichter verbunden. Im Hauptteil des Gebietes fließt das Grund- und Oberflächenwasser von Süd nach Nord (entsprechend der ursprünglichen Richtung).
Nördlich des ehemaligen Tagebaubereiches zählen
- das Vetschauer Mühlenfließ (Luckaitz),
- das Greifenhainer Fließ (Kzschicshoka),
- das Buchholzer Fließ,
- das Cunersdorfer Fließ und
- das Koselmühlenfließ

zu den bedeutendsten Vorflutern.

### Verwaltungsstrukturelle Einordnung
Zur DDR-Zeit lag der Tagebau auf dem Gebiet des Kreises Calau im Bezirk Cottbus. Heute ist das Gebiet des ehemaligen Tagebaus Greifenhain im Landkreis Oberspreewald-Lausitz verortet und grenzt im Nordosten an den Landkreis Spree-Neiße (nahe gelegene Ortschaften: Greifenhain und Casel). Die Ortschaften Peitzendorf (Gemeinde und Amt Altdöbern, Landkreis Oberspreewald-Lausitz), Altdöbern (Gemeinde und Amt Altdöbern, Landkreis Oberspreewald-Lausitz), Göritz (Gemeinde und Amt Altdöbern, Landkreis Oberspreewald-Lausitz), Woschkow (Ortsteil der Stadt Großräschen, Landkreis Oberspreewald-Lausitz), Cunersdorf (Gemeinde und Amt Altdöbern, Landkreis Oberspreewald-Lausitz) und Pritzen (Gemeinde und Amt Altdöbern, Landkreis Oberspreewald-Lausitz) wurden aufgrund ihrer Randbereichslagen zum Tagebau durch Lärm- und Staubemissionen, aufgrund der Grundwasserabsenkung und durch die Inanspruchnahme von Teilflächen stark beeinträchtigt.
Unmittelbar nördlich befand sich der Tagebau Gräbendorf (heute zum Teil geflutetes Restloch: Gräbendorfer See).

## Geschichte

### Entstehung des Flözes
Das reliefarme Schelfgebiet der Nordwesteuropäischen Tertiärsenke entwickelte sich zur Zeit des Miozäns zu einem riesigen Moorgebiet. Dieses Gebiet reichte von Polen bis nach Dänemark. In der Peripherie dieser Senke bildeten sich 10 bis 12 Meter mächtige Flözkörper.
Später traten an verschiedenen Stellen Wassermassen des Meeres ein und der sich gebildete Flözraum wurde in mehrere Flözbänke aufgespalten. Sowohl das fortbestehende, ungespaltene Flöz wie auch die neu entstandenen Flözbänke sind aus einzelnen Moorablagerungen aufgebaut. Über mehrere Zwischenstadien entwickelten sich Bruchwaldmoore zu trockenen Hochwaldmooren (Auwald, Sumpfwald, Buschmoor, Riedmoor, Kiefern-Waldmoor, Schirmtannen-Hochmoor).

### 150-jährige Geschichte des Lausitzer Reviers
Vor der Erschließung des Tagebaus Greifenhain war die Region am Altdöberner See überwiegend durch Ackerbau und Viehzucht geprägt. Die Menschen waren hauptsächlich Bauern oder im hier typischen Flachsanbau und seiner Verarbeitung tätig. Andere Menschen arbeiteten in der Fischerei- und Forstwirtschaft oder in Ziegeleien.
Zeugnisse der Grabungen im ehemaligen Tagebau Greifenhain belegen die Lebensweise slawischer und germanischer Siedler. Nachweisbar ist die menschliche Besiedlung in der Mittelsteinzeit vor ca. 8.ooo Jahren. 130 Fundstellen gab es im ehemaligen Tagebau Greifenhain wie z. B. Hügelgräber, die Gräberfelder der Lausitzer Kultur mit ihren Siedlungen, die Fundstellen zur germanischen Eisenverhüttung, die Feldsteinkirche Pritzen mit ihrem Holzvorgängerbau und das Gutshaus Groß Jauer mit seinem mittelalterlichen Herrensitz.
1789 wurden erste Braunkohlefunde bei Lauchhammer gemacht. Zu dieser Zeit wurde diesen Vorkommen noch keine große Bedeutung beigemessen. 1851 öffnete bei Kostebrau (nahe Senftenberg) die Grube Jenny. Zuerst wurde die Kohle im Tiefbau gewonnen, wie zum Beispiel in der Grube Guerrini bei Göritz (1886 bis 1904). Anfänglich wurde die aus geförderte Kohle mit Pferdegespann und Pferdebahn transportiert. Der Kohlenabsatz war zu dieser Zeit eher gering. 1870 wurde die Eisenbahnstrecke Cottbus-Großenhain eröffnet. Mit der Inbetriebnahme der Eisenbahnstrecke erfuhr die Kohleförderung im Revier einen Aufschwung. Als älteste Bergwerke sind die Gruben Viktoria bei Kleinräschen und die Grube Felix bei Klettwitz bekannt.

### Entwicklung des Tagebaus Greifenhain
Mit der Industrialisierung in Deutschland wuchs auch die Erzeugung der Elektroenergie und die Produktion fester Stoffe. Bedingt durch diese Entwicklung entstanden immer mehr Tagebaue, um Rohbraunkohle zu gewinnen.
1934 suchte des Senftenberger Stadtparlament einen Ersatz für die Senftenberger Stadtgrube (Grube „Marie III“). Am 24. Oktober 1934 fand eine Besprechung im Senftenberger Rathaus statt. Die Anhaltische Kohlenwerke AG hatte einen Antrag auf Genehmigung eines Neuaufschlusses zum Tagebau Greifenhain eingereicht. Der Betriebsplan für die Aufschlussarbeiten lag 1935 vor.
1935 wurde mit der Entwässerung (über Strecken, später über Brunnen) des Aufschlussgebietes begonnen. Die Aufschlussbaggerung begann 1936. Mit dem Braunkohlenabbau bei Greifenhain entstand 1936 der erste Tagebau. Die Grube ist der erste Tagebau nördlich des Lausitzer Grenzwalles.
Der Tagebau wurde als Birnenaufschluss nordöstlich des Feldes Greifenhain in Betrieb genommen. Das Deckgebirge des Tagebaus hatte eine Mächtigkeit von 35 bis 115 Meter. Hauptaufschlussbagger war damals der Eimerkettenbagger D 1400. Er hatte eine 64,5-m-Eimerleiter und erreichte Schnitttiefen von 38 m. Im Zugbetrieb wurde der Abraum abtransportiert. Auf 900-mm-Schmalspurgleisen bewegten 70-t-E-Loks Kohlewagen mit 25 m³ Fassungsvermögen. Der Abraum wurde nördlich der Straße Drebkau-Casel auf der Illmersdorfer Hochhalde verkippt.
1936 wurde die erste Kohle freigelegt. Das Abraum-Kohle-Verhältnis (3:1) war an dieser Stelle am besten. Durchschnittlich lag das Flöz 10 m tief. Am 28. November 1937 wurde erstmals Kohle (im Hochschnitt) gefördert. Die Kohleförderung erfolgte mit drei Löffelbaggern. Die Kohle wurde mit einer Normalspurbahn von Greifenhain 17 km zur Brikettfabrik Marie II transportiert. Zuerst zogen Dieselloks die 60-t-Sattelboden- bzw. 55-t-Talboden-Wagen. 1938 war die Bahnstrecke elektrifiziert und die Kohle konnte von nun an mit 72-t- bzw. 36-t-E-Loks transportiert werden. Im gleichen Jahr kam auch der erste Schaufelradbagger (89 SchRs 315) zum Einsatz. 1939 wurde erstmals Kohle im Tiefschnitt gefördert. Die Kohleförderung im Hoch- und Tiefschnitt wurde durch den Einsatz des Raupen-Eimerkettenbaggers 221 R 150 möglich.
Der während des Zweiten Weltkrieges geplante Bau einer Abraumförderbrücke scheiterte infolge von Materialschwierigkeiten.
Im April 1945 besetzte die Rote Armee den Tagebau Greifenhain. Infolge von Artilleriebeschuss entzündete sich durch Funkenflug kohlehaltiges Baggergut. Es kam zu einem Brand bei dem ein Schaufelradbagger total ausbrannte. Außerdem versagten die Wasserpumpen. Im Tagebau stieg das Wasser an und wichtige Geräte zur Kohlegewinnung wurden schwer beschädigt. Kriegsbedingt wurde am 17. April 1945 der Tagebaubetrieb ausgesetzt und nach Sümpfung des Tagebaus am 15. September 1945 wiederaufgenommen. Als die Mächtigkeit des Deckgebirges zunahm, wurde 1948 ein weiterer Bagger (5 R 200) eingesetzt.
Nach 1949 war der Tagebau Greifenhain der modernste Tagebau der DDR. In der DDR war die Braunkohle der primäre Energieträger. Zu dieser Zeit entstanden die größten Förderstätten Europas mit beeindruckender Fördertechnik. Im Tagebau Greifenhain wurde am 15. August 1956 aufgrund der weiter steigenden Mächtigkeit des Deckgebirges der 2-Schnitt-Betrieb im Abraum eingeführt. Zum Einsatz kam ein weiteres Großgerät – der Bagger 628 D 1120. 1961 erfolgte der Übergang vom Tagebaufeld Greifenhain in das Teilfeld Buchholz. Es entstanden eine neue Kohlenausfahrt und der Grubenbahnhof. Der Drehpunkt der Kohleförderung wurde verlagert und es wurde eine neue Streckenkohlenausfahrt im Entwässerungsbetrieb angelegt. 1965 kam es zu einem Durchbruch im Entwässerungssystem, der mit großen Vorlaufverlusten verbunden war. Vor diesem Hintergrund wurde die Entwässerung in den Jahren 1965 bis 1967 auf Filterbrunnen umgestellt. 1968 wurde die Braunkohleförderung von Staats wegen reduziert. Der Bagger 589 D 1400 wurde verschrottet. Der Tagebau Greifenhain stand bis 1970 still und wurde dann erst wieder in Betrieb aufgenommen. Mit der Wiederinbetriebnahme kamen im Abraum die Bagger 628 E 1120 und 650 Es 1120 zum Einsatz. 1976 bis 1979 wurde die Fördertechnik im Tagebau Greifenhain modernisiert, der Abraum- und Grubenbetrieb wurde auf Bandförderung (2,25 m breite Bandanlage) und bessere Gewinnungstechnik (Bagger 1290 Es 3150, Absetzer 1096 A2Rs-B 12500) umgestellt. Dadurch stieg die Jahresförderleistung auf das Fünffache. Mit dem 1979 erstmals in der DDR eingesetzten Großgerätesystem aus dem Bagger 1510 SRs 6300, Absetzer 1102 A2Rs-B 15400 und einer 2,5-m-Bandanlage war es möglich, Deckgebirge bis zu 40 m abzutragen. 1984 wurde die höchste jährliche Leistung von 41 Mio. m³ Abraum erreicht. Bis 1986 wurde im Tagebau Greifenhain im Schwenk- und Parallelbetrieb gearbeitet. 1986 ging der Tagebau zum Schwenkabbau um den Drehpunkt Pritzen über und der Lausitzer Grenzwall wurde überbaggert. Die Endmöräne reichte dort über große Gebiete auf das Hangende des 2. Lausitzer Flözes. In allen Abraumabschnitten waren schwer baggerfähige Böden aus Schluffen, Ton und Geschiebemergel. Die Förderleistung des Tagesbaus Greifenhain wurde dadurch erheblich begrenzt. Um die Mächtigkeit des Deckgebirges zu beherrschen und die Leistungen im Abraumbetrieb zu erhöhen, wurde im 1. Schnitt der Grubenbagger 1509 SRs 1300 eingesetzt. Er hatte eine Bandanlage von 2 m Breite. Der Abraum des 1. und des 2. Schnitts wurde auf den 1102 A2Rs-B 15400 verstürzt. Der Einsatz eines Schaufelradbaggers (1557 SRs 2000) erfolgte ab 1989 im 1. Schnitt. Ende der 80er Jahre wurden die Kohlezüge über eine viergleisige Verladeanlage beladen. Auch wurde bis zur Brikettfabrik Sonne eine Bahnstrecke ausgebaut.
1990/91 wurde nach Süden ein Sonderschwenk mit Abbaurichtung errichtet. Damit sollte gewährleistet werden, dass neue Tagesanlagen und eine Kohleverladung bei Woschkow errichtet werden können. Ab 1994 sollte das Teilfeld Dörrwalde erschlossen werden.
Am 8. Oktober 1992 wurde entschieden, den Tagebau Greifenhain aufgrund des rückläufigen Kohleabsatzes stillzulegen. Bis Ende März 1993 wurde der 1. und 2. Abraumschnitt und bis Ende September 1993 der 3. und 4. Abraumschnitt außer Betrieb genommen. Im 1. und 2. Quartal 1994 erfolgte die Restauskohlung des Tagebaus Greifenhain.
Bis Anfang der 1990er Jahre war der Kohlebergbau der wichtigste Arbeitgeber der Region. Vielen Bergleuten und ihren Familien garantierte er ein gutes und solides Auskommen. Der Geruch von Kohle, der Lärm und die Geräusche der Bagger und Bänder des Tagebaus gehörten zum Alltag der Menschen. Die Menschen vor Ort sind mit der 150-jährigen Tradition der Braunkohle eng verbunden. Die Braunkohle bestimmte maßgeblich das Leben der Menschen in der DDR.
Am 28. Juni 1994 wurde der Betrieb des Tagebaus Greifenhain eingestellt. An diesem Tag fuhr der letzte Kohlezug aus dem Tagebau Greifenhain.
Das in der Zeit von 1956 bis 1961 entstandene Restloch bei Casel im Nordosten des ehemaligen Tagebaugebietes wurde bis 1991 renaturiert und dient heute vor allem dem Biotop- und Artenschutz. Aus dem Restloch des Tagesbaus entstand der Altdöberner See. Zudem verblieben drei Haldenflächen – eine Hochkippe nordöstlich von Altdöbern (zum Teil landwirtschaftlich genutzt, größtenteils forstwirtschaftlich genutzt), eine Hochkippe zwischen Göritz und Greifenhain (auch „Buchholzer Höhe“, forstlich rekultiviert) sowie die erste Hochkippe südlich von Illmersdorf.

## Ortsinanspruchnahmen
- Buchholz (Bukowina): 1964[1]
- Nebendorf (Njabodojce): 1975–1976[2]
- Göritz (Chórice): 1. Teilortsabbruch 1977, 2. Teilortsabbruch 1983–1984[10]
- Reddern (Rědoŕ): Teilortsabbruch 1980[11]
- Neudorf (Nowa Wjas): 1981–1982[3]
- Pritzen (Pricyn): 1.  Teilortsabbruch 1982/83, 2. Teilortsabbruch 1988–1989[12]
- Klein Jauer (Jaworka): 1985/86[5]
- Groß Jauer (Jawora): 1985/86[4]

Insgesamt mussten je nach Angabe zwischen 629 und 702 Einwohner umgesiedelt werden (in Göritz wurde die Anzahl der umgesiedelten Einwohner nicht erfasst).